# Внешняя политика Северной Македонии
Внешняя политика Северной Македонии — совокупность отношений бывшей Республики Македонии (с 12 февраля 2019 года страну официально переименовали в Республику Северная Македония) с другими государствами и международными структурами. Главной задачей внешней политики Северной Македонии с 2000 года является членство в НАТО и ЕС. В результате спора с Грецией об именовании бывшей Республики Македонии, официальное названия страны в ООН — Бывшая Югославская Республика Македония.
6 февраля 2019 года произошло подписание протокола о вступлении Северной Македонии в НАТО.

## Международное признание
Республика Македония стала членом Организации Объединённых нации 8 апреля 1993 года, восемнадцать месяцев после получение независимости от Социалистической республики Югославии. Является членом ООН под названием Бывшая Югославская Республика Македония (БЮРМ), из-за спора с Грецией по именованию. До её переименования в Сеерную Македонию более 130 членов ООН (в том числе члены Совета безопасности — Россия, США, Великобритания, и КНР) признавали бывшее конституционное название этой страны.

## Северная Македония и Европа

### Северная Македония и Австрия
Отношении между бывшей югославской Республикой Македония и Австрией были установлены 23 декабря 1994 года. Австрия имеет посольство в Скопье, а у Северной Македонии есть посольство в Вене.
Австрия поддерживает стремление Северной Македонии на евроатлантическою интеграцию.

### Северная Македония и Сербия
Двусторонние отношения между бывшей Республикой Македония и Сербией были установлены 8 апреля 1996 года, после распада Югославии. У Сербии есть посольство в Скопье и консульство в Битоле. Северная Македония имеет посольство в Белграде.
Северная Македония признала независимость Косово в 2009 году.

### Северная Македония и Чехия
Северная Македония и Чехия имеют близкие исторические отношения. Чехия имеет консульство в Скопье, а у Северной Македонии посольство в Праге. Чехия была одной из 131 стран, признававших бывшую Республику Македония под её конституционным названием. У Чешской Республики есть близкие экономические отношения с Северной Македонией. Другие сферы сотрудничество между двумя государствами являются образования и туризм.

## Северная Македония и постсоветское пространство

### Северная Македония и Украина
Двусторонние отношения между бывшей Республикой Македонией и Украиной были установлены 23 июля 1993 года, когда Украина признала независимость Республики Македонии. В декабре 1997 года Республика Македония открыла посольство в Киеве, Украина открыла посольство в Скопье в 2001 году. Между двумя странами есть 40 действующих документов, ключевые документы следующие:
- Договор о дружбе и сотрудничестве между Украиной и РМ (16.12.1998 г.)
- Соглашение между Украиной и РМ о свободной торговле (18.01.2001 г.)
- Соглашение между Правительством Украины и Правительством РМ о содействии и взаимной защите инвестиций (02.03.1998 г.)
- Соглашение между Правительством Украины и Правительством Республики Македонии о торговле и экономическом сотрудничестве (03.06.1997 г.)
- Соглашение между Кабинетом Министров Украины и Правительством РМ о военно-техническом сотрудничестве (18.10.2000 г.)
- Соглашение между Кабинетом Министров Украины и Правительством Республики Македонии об условиях взаимных поездок граждан (06.02.2010 г.)